# Mimeunidia jaguarita
Mimeunidia jaguarita là một loài bọ cánh cứng trong họ Cerambycidae.